# Bibliothèque de Sciences Po

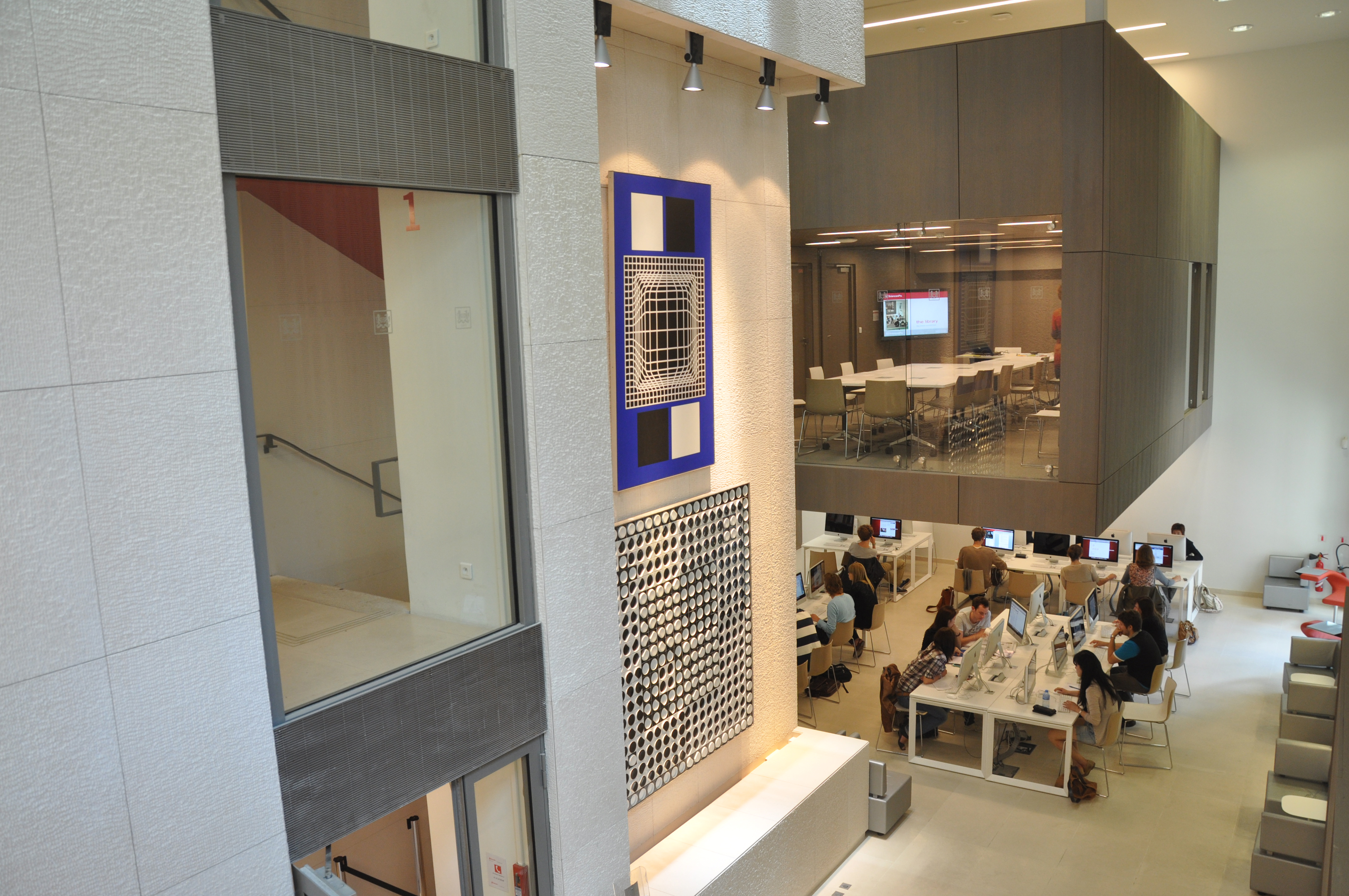
Salles de lecture 27, rue Saint Guillaume.

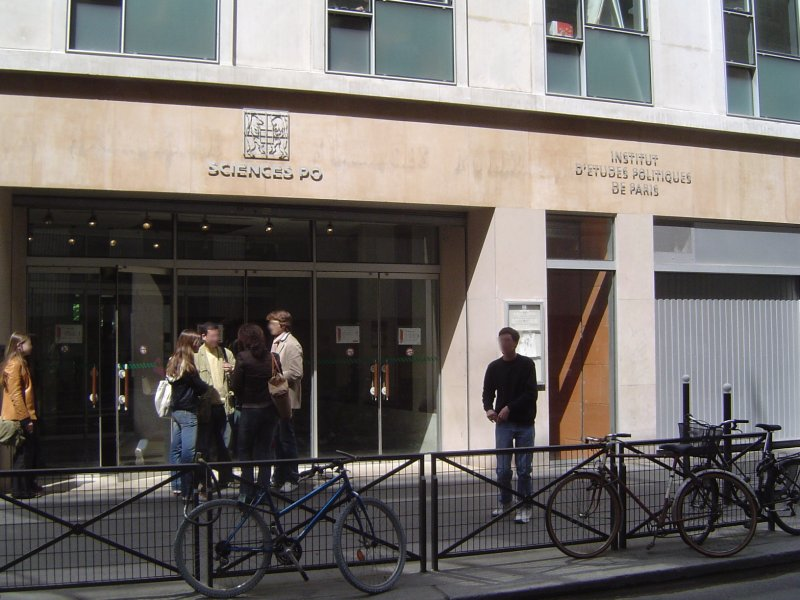
Le bâtiment du 30, rue Saint-Guillaume, Paris, en 2006.

La bibliothèque de Sciences Po est la bibliothèque de la Fondation nationale des sciences politiques et de l'Institut d'études politiques de Paris. Elle est fondée par Émile Boutmy dès la création de l'École libre des sciences politiques en 1871 et se trouve dans l'hôtel de Mortemart.

## Histoire

### Genèse et création (1871-1872)
Émile Boutmy, dès la conception de l’École libre des sciences politiques, soutient la nécessité d'une bibliothèque riche dédiée à l'école. Dans la première brochure de présentation de l'établissement en 1871, il écrit qu'« il sera organisé, aussitôt que possible, une salle de lecture et une bibliothèque où seront réunis tous les documents relatifs à l'histoire politique contemporaine ». La bibliothèque de Sciences Po est ainsi créée avec l'école en 1871, afin de servir de fonds documentaire pour les étudiants. Elle est alors conçue par lui comme un « un complément nécessaire [des] cours ».
La bibliothèque est au départ installée au n°16 de la rue Taranne, qui devient le deuxième siège de l'école après le déménagement de la rue de l'Abbaye. La bibliothèque est, rue Taranne, divisée en deux salles, l'une générale, et l'autre dédiée aux statistiques. Boutmy commande de nombreux titres de presse français et étrangers. Édouard André abonne l'école à la Gazette des beaux-arts. Boutmy signe des accords avec la Société de statistique, la Société de législation comparée et la Société de linguistique, qui transfèrent leurs collections à l'école de sciences politiques à condition que les salles de lecture soient ouvertes au public une à deux fois par semaine. Il y a ainsi, aux débuts de l'école, trente-trois journaux de langue française différents, dix journaux anglais (dont The Economist), et des journaux allemands, suisses, autrichiens, belges, italiens, espagnols, russes et américains. Lorsque l’École libre des sciences politiques loge rue Taranne, l'utilisation de la bibliothèque coûte 30 francs aux élèves, et 50 aux extérieurs.

### Développement et croissance (1873-1944)
En 1879, la bibliothèque contient 5 000 ouvrages, ainsi qu'une centaine de revues et journaux, français comme étrangers. Elle ouvre alors de 10h  à 22 h, en continu,.
Sa taille s'accroît lors de l'achat de l'hôtel de Mortemart au 27, rue Saint-Guillaume, et l'installation des étudiants en 1882. Afin de donner une place plus grande à la bibliothèque, l'école achète en 1886 l'hôtel d'Eaubonne, situé au 25, rue Saint-Guillaume. Un amphithéâtre et une nouvelle bibliothèque, permettant le transfert de la précédente, sont réalisés par Henri-Paul Nénot de 1886 à 1888. Les caves de l'école sont aménagées pour ranger les inventaires de la bibliothèque. Ses collections continuent en effet d'augmenter en nombre, et ce notamment grâce au legs de 6 000 francs d'Henri Giffard en 1887 : à cette époque, le budget annuel d'acquisition de nouveaux ouvrages de la bibliothèque est de 4 000 francs. La bibliothèque est renommée « bibliothèque Henri-Giffard ».
En 1892, elle contient 25 000 volumes et 160 journaux français et étrangers. Gérard Vincent rapporte que les caves sont aménagées et « constituent [alors] une réserve susceptible de contenir quarante cinq mille volumes ». Sous Eugène d'Eichthal, le nombre de volumes atteint 40 000. Elle s'accroît encore grâce au don d'une partie de sa bibliothèque par ce dernier à sa mort en 1912. La bibliothèque bénéficie aussi du don de Jean et Max Lazard, en hommage à leur fils et neveu, ancien élève de l'école, décédé jeune ; 10 000 dollars sont donnés pour la constitution d'un fonds sur l'économie et la politique américaines, et l'école baptise une salle « J.-P.-Lazard ». Jusqu'au tournant du siècle, la majeure partie des ouvrages détenus par la bibliothèque est issue de dons.
La bibliothèque est dirigée par Maurice Caudel entre 1901 et 1919.
En 1934, la création de l'amphithéâtre Boutmy et de deux autres amphithéâtres à l'hôtel de Mortemart permet de libérer de l'espace dans l'hôtel d'Eaubonne, situé au 25. L'ancien amphithéâtre de l'hôtel d'Eaubonne est ainsi transformé en une extension de la bibliothèque. Elle passe ainsi de 80 à 250 places.

### Refondation et modernisation (1945-2000)
En 1945, le Gouvernement provisoire de la République française souhaite à nationaliser l’École libre des sciences politiques, qui est bientôt transformée en Institut d'études politiques de Paris par décret. Roger Seydoux et Jacques Chapsal négocient pour que l'école demeure propriétaire de la bibliothèque, qui est transférée à la Fondation nationale des sciences politiques. Le statut de la bibliothèque est débattu par l'Assemblée nationale, sur insistance de Pierre Cot. Michel Debré, qui entérine le projet, écrit qu'« il n'était pas possible, en 1945, de créer des instituts d'études politiques, ni même une École nationale d'administration, sans la bibliothèque, les centres de documentation, [...] de l’École [libre des sciences politiques] ».
La bibliothèque de Sciences Po est, dès 1945 la, première bibliothèque de sciences sociales d'Europe continentale, avec 65 000 ouvrages et 243 journaux scientifiques. Elle dispose alors de 325 places assises. En 1946, Jean Meynaud fait créer au sein de la bibliothèque un centre de documentation contemporaine. Afin d'accueillir une collection toujours croissante, la bibliothèque de l'hôtel d'Eaubonne est surélevée de deux étages en 1948. L'année précédente, la bibliothèque avait bénéficié d'un don important de la fondation Rockefeller. En 1950, la Fondation Carnegie pour la paix internationale fait don de 12 000 volumes à la bibliothèque. En 1964, la hauteur des plafonds est abaissée afin d'accueillir un nouvel étage intermédiaire.
La gestion des collections se professionnalise, et Jean Meyriat, également directeur-adjoint du Centre de recherches internationales (CERI), garde la direction de la bibliothèque de 1945 à 1990. Il organise une vaste opération visant à répertorier tous les livres de la bibliothèque et à en créer un répertoire indiquant nom des auteurs et date de parution. En 1960, la bibliothèque acquiert 8 000 ouvrages par an. En 1970, la bibliothèque contient 400 000 titres et 4 000 revues. Elle acquiert à cette époque 10 000 ouvrages par an.
Dans les années 1980, la bibliothèque est désignée par la Bibliothèque nationale de France pôle de référence en science administrative et politique. La bibliothèque s'informatise en 1989. La croissance de la collection physique est toutefois telle qu'une partie des ouvrages doit être stockée à Dreux. En 1998, la bibliothèque des doctorats est ouverte au n°199, boulevard Saint-Germain, et dispose de 13 525 volumes en accès libre sur une surface de 260 m².

### La bibliothèque aujourd'hui (depuis 2000)
Au début des années 2000, la bibliothèque est dispersée au sein de plusieurs locaux. Le bâtiment principal de la bibliothèque, qui est à l'hôtel de La Bretesche au n°30, rue Saint-Guillaume, dispose de 1 400 m² de magasins et 182 places de lecture. La bibliothèque du n° 27 dispose de 480 m² et de 400 places de lecture. La bibliothèque des doctorants était située au 199, boulevard Saint-Germain (260 m², 90 places). En tout, 45 ordinateurs sont disponibles en l'an 2000. 
En 2002-2003, Richard Descoings lance un projet de modernisation de la bibliothèque, qui s'inscrit dans le cadre d'un programme de financement étatique (Université du IIIe Millénaire). Le bâtiment principal est réorganisé et sa surface est agrandie, tandis que le pourcentage de la collection en accès direct est augmenté. Le réaménagement coûte 10,3 millions d'euros, dont 4,1 millions d'euros ont été apportés par l'école.
En 2005, la bibliothèque était gérée et animée par 105 salariés, et son fonctionnement total coûtait 7,5 millions d'euros, soit près d'un dixième du budget de Sciences Po. En 2007, elle dispose de 920 000 ouvrages (dont 660 000 livres), et est abonnée à 3 400 journaux ; 40 % des documents sont en français. Il y a à cette époque 400 000 entrées dans la bibliothèque par an, soit 1 500 par jour d'ouverture. En 2010, la bibliothèque du 27, rue Saint-Guillaume est entièrement repensée et baptisée du nom de René Rémond.
Une deuxième bibliothèque ouvre sur le campus Saint-Thomas au 1, place Saint-Thomas-d'Aquin, dans l'hôtel de l'Artillerie, avec une bibliothèque générale de 167 places et une bibliothèque de recherche de 50 places. En 2020, la bibliothèque dispose de plus d'un million de documents, 15 000 périodiques, et 38 000 revues en ligne.
En avril 2021 est créé le Département archives, issu des trois anciens services d'archives de Sciences Po (Archives d'histoire contemporaine du Centre d'histoire de Sciences Po, archives du CEVIPOF et mission archives) et rattaché à la Direction des ressources et de l'information scientifique (bibliothèque) de Sciences Po. Le Département archives est dirigé par Odile Gaultier-Voituriez.

## Description
C'est une des bibliothèques majeures dans le domaine des sciences sociales en Europe et elle est la bibliothèque de référence en science politique pour la France,.
Elle est aussi connue sous le nom de Direction des Ressources et de l'Information Scientifique (DRIS) et sa mission principale est de soutenir l'enseignement et la recherche menés à Sciences Po, cependant, en tant que bibliothèque de recherche elle accueille également de nombreux lecteurs extérieurs français et internationaux dont les travaux justifient l'accès à ses collections.
Elle met à disposition de ses usagers des collections imprimées, numériques et audiovisuelles très variées : son fonds reflète l'ouverture internationale de l'institution avec 40 % des documents imprimés en français, 40 % en anglais et 20 % dans d'autres langues européennes.
La bibliothèque de Sciences Po est délégataire du groupement d'intérêt scientifique Collex et ses collections en sciences politiques en ont reçu le label. Elle est également pôle associé de la Bibliothèque Nationale de France. Elle participe au réseau international LIBER et contribue activement à une meilleure diffusion et valorisation de la production scientifique grâce à l’archive ouverte de Sciences Po, qu'elle a créée, SPIRE.
La bibliothèque de Sciences Po compte deux sites à Paris (27 rue Saint-Guillaume et 1, place Saint-Thomas) et 6 sites dans les campus en régions. Elle accueille 15 000 étudiants qui totalisent plus de 5 000 visites par jour en période pédagogique dans les 11 salles de lecture sur le campus parisien. Sur 25 km linéaires de rayonnages, elle conserve 1 000 000 de documents dont 650 000 livres et met à disposition de ses lecteurs une très grande variété de ressources numériques dont 480 000 e-books et 70 000 revues en ligne.

## Direction
L'historienne Marie Scot dresse la liste suivante des directeurs officiels de la bibliothèque de Sciences Po :
- David Gallot (1872-1886)
- Léon Poinsard (1887-1892)
- Maurice Caudel (1893-1910)
- Maurice Escoffier (1910-1919)
- Pierre Rain (1919-1950)
- Jean Meyriat (1950-1989)
- Étienne Hustache (1992-1998)
- François Reiner (1998-1999)
- Joëlle Muller (1999-2004)
- Michel Gardette (2004-2008)
- François Cavalier (2008-2021)
- Marc Martinez (depuis 2021)